# Alto corso del Fiume Fiora
Alto corso del Fiume Fiora este o arie protejată (arie specială de conservare — SAC, sit de importanță comunitară — SCI, arie de protecție specială avifaunistică — SPA) din Italia întinsă pe o suprafață de 7.111 ha, integral pe uscat.

## Localizare
Centrul sitului Alto corso del Fiume Fiora este situat la coordonatele 42°41′12″N 11°37′48″E / 42.686667°N 11.63°E.

## Înființare
Situl Alto corso del Fiume Fiora a fost declarat sit de importanță comunitară în iunie 1995 pentru a proteja 24 de specii de animale. Alte tipuri de protecție:
- arie de protecție specială avifaunistică (în martie 2004)[2]
- arie specială de conservare (în mai 2016)[1][3][4]

## Biodiversitate
Situată în ecoregiunea mediteraneană, aria protejată conține 16 habitate naturale: Pajiști uscate seminaturale și facies de acoperire cu tufișuri pe substraturi calcaroase (Festuco-Brometalia) (* situri importante pentru orhidee), Pseudostepă cu ierburi și specii anuale de Thero-Brachypodietea, Păduri de Castanea sativa, Păduri pe pante, grohotișuri și ravene de Tilio-Acerion, Păduri aluvionare cu Alnus glutinosa și Fraxinus excelsior (Alno-Padion, Alnion incanae, Salicion albae), Păduri termofile cu Fraxinus angustifolia, Formațiuni de Juniperus communis pe lande sau pajiști calcaroase, Fânețe de joasă altitudine (Alopecurus pratensis, Sanguisorba officinalis), Pajiști carstice calcaroase sau bazofile, de Alysso-Sedion albi, Râuri mediteraneene cu debit permanent și vegetație de Glaucium flavum, Păduri de Quercus ilex și Quercus rotundifolia, Păduri de fag din Apenini cu Abies alba și păduri de fag cu Abies nebrodensis, Râuri de munte și vegetația lor lemnoasă cu Salix elaeagnos, Galerii de Salix alba și de Populus alba, Păduri panonice-balcanice de stejar turcesc - stejar sesil, Râuri cu maluri nămoloase cu vegetație de Chenopodion rubri p.p. și Bidention p.p..
La baza desemnării sitului se află mai multe specii protejate:
- păsări (17): pescăruș albastru (Alcedo atthis), fâsă-de-câmp (Anthus campestris), pasărea ogorului (Burhinus oedicnemus), caprimulg (Caprimulgus europaeus), șerpar (Circaetus gallicus), dumbrăveancă (Coracias garrulus), presură de grădină (Emberiza hortulana), Falco biarmicus, șoim călător (Falco peregrinus), vânturel roșu (Falco tinnunculus), sfrâncioc roșiatic (Lanius collurio), sfrâncioc cu cap roșu (Lanius senator), ciocârlie de pădure (Lullula arborea), gaia neagră (Milvus migrans), gaia roșie (Milvus milvus), ciuf-pitic (Otus scops), viespar (Pernis apivorus)
- amfibieni (1): Salamandrina terdigitata
- mamifere (1): vidră de râu (Lutra lutra)
- nevertebrate (1): Melanargia arge
- pești (4): Barbus tyberinus, Padogobius nigricans, Rutilus rubilio, Telestes muticellus

Pe lângă speciile protejate, pe teritoriul sitului au mai fost identificate 2 specii de plante, 1 specie de păsări, 4 specii de amfibieni, 6 specii de mamifere, 1 specie de nevertebrate, 3 specii de reptile.